# 空穴子
空穴子（英語：holon），又称为电荷子（chargon），是一种准粒子，是电子出现电荷自旋分离现象时分裂成的三种准粒子之一（另两种为自旋子与轨道子）。
一维关联电子系统中因负电荷之间显著的排斥作用而出现电荷自旋分离。2009年剑桥大学与伯明翰大学的研究发现，金属板上的电子因量子隧穿效应跳跃到量子线上并分裂为两个准粒子，分别为携带电子自旋性质的自旋子与携带电荷的空穴子。